# Râul Pesceana, Olteț
Râul Pesceana este un curs de apă, afluent de dreapta al râului Olteț, care este un afluent de dreapta al râului Olt din județul Vâlcea.

## Generalități
Se varsă în Olteț în localitatea Bălcești și nu are afluenți notabili. Local, în zona acestui râu, oamenii îi mai spun Peșana în loc de Pesceana. Un afluent de dreapta al râului Peșana este pârâul Pescenița sau Peșenița care se varsă în Peșana pe teritoriul comunei Ghioroiu jud. Vâlcea. Peșana izvorăște din Dealul Muerii, la nord de ultimul sat al comunei Ghioroiu (satul Poenari . Face parte din bazinul hidrografic al Oltețului.

## Hărți
- Harta județului Vâlcea - Județul Vâlcea